# Hackney Central (stacja kolejowa)
Hackney Central (kod stacji: HKC) – stacja kolejowa w Londynie, na terenie London Borough of Hackney, zarządzana i obsługiwana przez London Overground jako część North London Line. W roku statystycznym 2007-08 skorzystało z niej ok. 1.317 mln pasażerów.